# José Rodríguez Labandera
José Raimundo Rodríguez Labandera fue un mecánico, teniente de fragata e inventor ecuatoriano creador del primer submarino en América Latina, llamado el Hipopótamo.

## Biografía

### Primeros años
Nació aproximadamente entre 1805 a 1806 en Guayaquil, siendo parte de una familia de escasos recursos.
En 1823 ingresó a la Escuela Náutica de la ciudad de Guayaquil, fundada por el General Juan Illingworth Hunt, de la cual fue uno de los primeros alumnos, realizando estudios de matemáticas, física, náutica y mecánica.
En 1827 fue Guardamarina de la Escuadra colombiana, donde en 1830 fue ascendido al grado de Teniente de Fragata.

### Máquina especial para la fundición de imprenta
Luego de crear varias máquinas como el piano de cigüeñales, un barquito de marcha automática, ciertos juguetes y animales mecánicos que desplazaban sus miembros con movimientos exactos a los naturales, entre otras cosas, construyó en 1831 una máquina que fundía letras para imprentas, por lo que fue nombrado Administrador de la imprenta Municipal, el 2 de enero de 1832, pero a los diez días renunció para editar su periódico El Patriota, el cual no tuvo buena acogida por lo que al poco tiempo quebró.

### El submarino: Hipopótamo
Viaja a Perú, donde el 7 de julio de 1837 presentó al gobierno un modelo de embarcación capaz de sumergirse por debajo del agua y derribar naves enemigas, siendo esta la idea del submarino que ya venía planificando a orillas del río Guayas, consiguiendo la autorización oficial de construcción pero sin apoyo financiero, por lo que regresó a Guayaquil donde por medio de varias publicaciones en el periódico El Ecuatoriano del Guayas reunió los fondos necesarios y así, en julio de 1838, terminó de construir dicha embarcación, con una hélice accionada por pedales que en sus uniones fueron forradas de cuero para impedir la entrada del agua y un respiradero de tubo que salía a la superficie sobre el cual se encontraba el asta de la bandera nacional, el casco fue de tablones calafateados e impermeabilizados con betún.
José Rodríguez bautizó a su creación con el nombre de Hipopótamo debido a que dicho animal se desplaza hundido en el agua.
El 18 de septiembre realizó el primer intento de navegación submarina en América del Sur, por lo que la orilla se llenó de gente que quería apreciar aquel insólito evento, haciendo presencia el gobernador de la ciudad, General Vicente González. Dentro del Hipopótamo se encontraban José Rodríguez y José Quevedo. Inicialmente el submarino fue remolcado diez metros dentro del río Guayas desde la orilla de Durán donde la intención era partir, hasta Guayaquil. A pesar de no haber sufrido daños y ninguna fuga de agua, fue nuevamente remolcado hacia la orilla debido a la fuerte corriente que no lo dejó avanzar. Luego de esto hizo unas reparaciones y, en diciembre, realizó una segunda prueba, pero el Hipopótamo quedó barado a orillas de Durán. Debido a la falta de apoyo por parte del gobierno, Rodríguez abandonó dicho submarino.

### Máquina tejedora de sombreros de paja toquilla
En 1844 inventó una máquina tejedora de sombreros de paja toquilla.

### Creación de pierna artificial articulada
En 1845, por pedido del general Juan Illingworth Hunt, creó una pierna de palo con articulaciones metálicas que permitía un adecuado movimiento, a fin de que la usará el coronel José María Vallejo Mendoza, héroe de la independencia del Ecuador, el cual había quedado inválido a consecuencia de una herida de proyectil sufrida en los choques bélicos que se produjeron a causa de la revolución marcista, acaecida en este país. Dicha prótesis fue catalogada, en esa época, del todo exitosa, siendo por ello objeto de grandes reconocimientos. El coronel Vallejo Mendoza, usando dicha pierna artificial participó en la batalla naval de  Jambelí, en 1865, así como también al momento en que, por orden de Gabriel García Moreno, fue fusilado.